# オギュスタン・ベルク

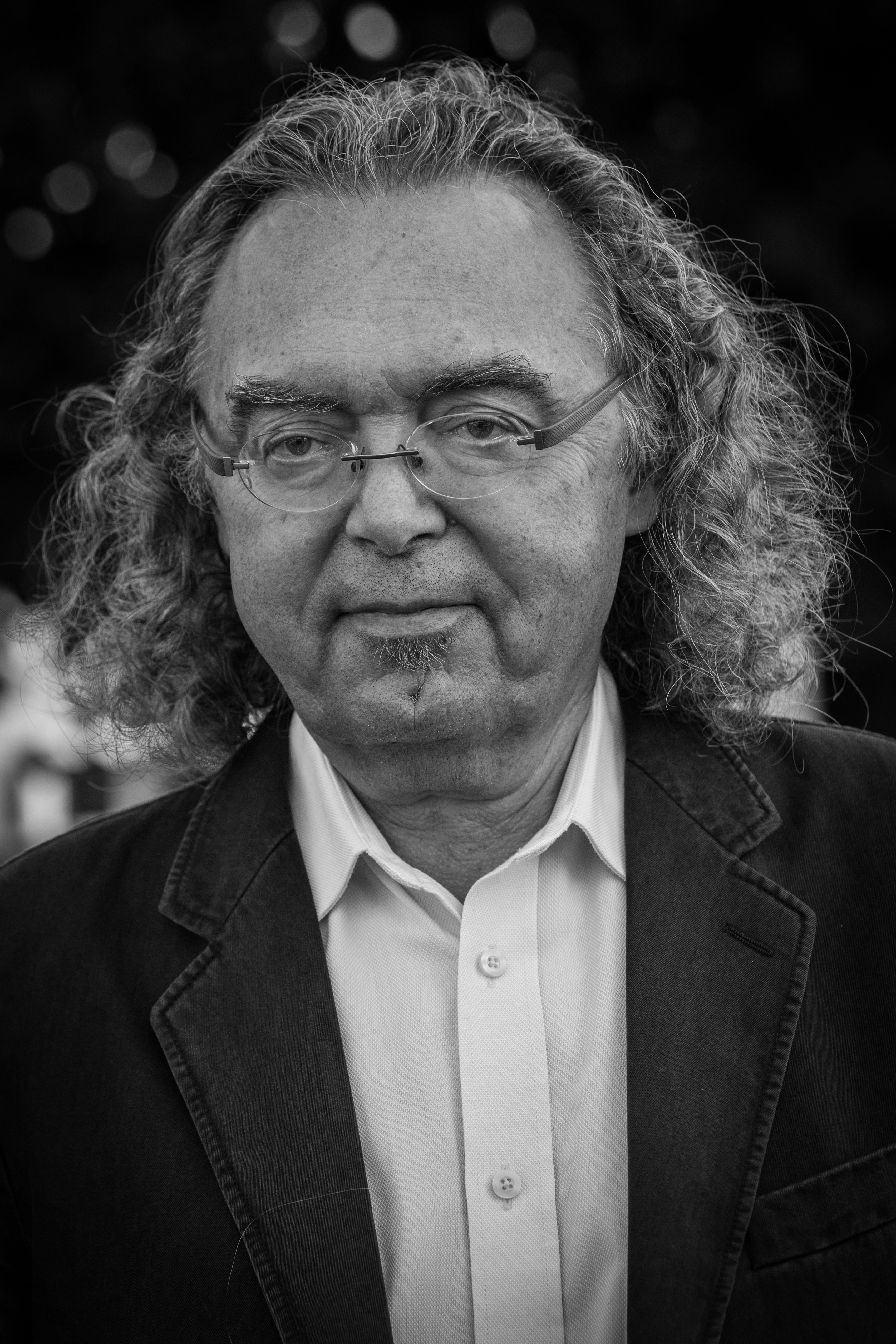
オギュスタン・ベルク、2014年

オギュスタン・ベルク（フランス語: Augustin Berque、1942年9月6日 - ）は、フランスの地理学者、東洋学者、思想家、翻訳者である。

## 来歴
当時フランス保護領だったモロッコのラバトで生まれた。父は、社会学者で東洋学者であったジャック・ベルク（Jacques Berque）である。パリ大学やオックスフォード大学などで、地理学や中国語や日本語を学び、1969年パリ大学地理学第三課程博士号を取得した。1977年文学博士（国家博士）号を取得し、1977年から1979年までフランス国立科学研究センター（CNRS）研究員であり、1979年よりフランス国立社会科学高等研究院（EHESS）教授（風土論）をつとめた。欧州学士院会員。1984年から1988年まで日仏会館学長をつとめた。2009年福岡アジア文化賞大賞、2011年国際交流基金賞、2015年旭日中綬章、2018年コスモス国際賞など受賞多数。東北大学客員研究員、北海道大学講師、日仏会館学長、宮城大学教授などとして、通算十数年、日本に滞在した。

## 思想
オギュスタン・ベルクは、「風土」という概念をもとに、自然と人間との共生についての研究を行った。近現代環境科学や近現代環境哲学とは異なる、日本、中国などのフィールドワークに裏打ちされた、「風土学」という環境人間学を打ち立てた業績を挙げた。和辻哲郎の著作『風土』から大きな影響を受け、それをフランス語に翻訳するとともに、和辻の風土概念をさらに拡充、発展させた。和辻の研究は人間を中心にしたものであった。ベルクはある生き物とその特殊な世界との関係について考察するために、ヤーコプ・フォン・ユクスキュルの思想を研究し、その影響も受けた。特に、ユクスキュルの「環世界」（Umwelt）概念について記述した。そしてベルクは、風土学的な思想を深めるために、今西錦司の思想と山内得立の哲学を研究し、両者の観念について議論した。
ベルクは物理的ないしは自然的・生態学的な次元に属する環境と、物理的であると同時に感性的でもある風土とは根本的に異なることを強調する。言い換えれば、「環境」は客体として科学的に研究することができるが、「風土」は人間の主観性をはらみ、主体と客体の「間」に成立するものと位置づけられている。このような観点は日本の伝統的な「里山」や「里海」を支えてきた思想と実践とも共振するものであり、自然との一体化を目指す東洋的自然観と一脈通じるものと位置づけることができる。この点は、ベルクの『日本の風景・西欧の景観』に反映されている。和辻哲郎の「風土性」概念やユクスキュルの「環世界」やエクメーネや景観やデカルト的な二元論などについて考察した。
「風土性を生み出す、主観的なものと客観的なもの、物理的なものと現象的なもの、生態学的なものと象徴的なものとの風土的＝歴史的な結合過程」を表現するために、ベルクは「通態化」（trajection）という概念を導入した。この造語はベルクの主概念であり、個人主体から環境へ、環境から身体へという、行ったり来たりのようなプロセスを指す。ベルクの思想は「通態化」という概念に加えて、「通態的」（trajectif）や「通態性」（trajectivité）という一連の概念を含む。

## 著作
- Le Japon, gestion de l'espace et changement social, Paris, Flammarion, 1976
- Du geste à la cité, Paris, Gallimard, 1993
- La Rizière et la banquise, colonisation et changement culturel à Hokkaidô, Paris, Publications orientalistes de France, 1980
- Vivre l'espace au Japon, Paris, Presses universitaires de France, 1982
宮原信 訳『空間の日本文化』ちくま学芸文庫，1994年 ISBN 978-4480081230
- Le Sauvage et l'artifice, les Japonais devant la nature, Paris, Gallimard, 1986
篠田勝英 訳『風土の日本―自然と文化の通態』筑摩書房，1988年 ISBN 978-4480854568
- (direction) Le Japon et son double, logiques d'un autoportrait, Paris, Masson, 1987
- (direction) La Qualité de la ville : urbanité française, urbanité nippone, Tokyo, Maison franco-japonaise, 1987
- Médiance, de milieux en paysages, Paris, Belin/Reclus, 1990
三宅京子 訳『風土としての地球』筑摩書房，1994年 ISBN 978-4480856623
- 『日本の風景・西欧の景観―そして造景の時代』講談社現代新書、1990年 ISBN 978-4061490079
- 『都市のコスモロジ―日・米・欧都市比較』講談社現代新書、1993年 ISBN 978-4061491786
- Du geste à la cité. Formes urbaines et lien social au Japon, Paris, Gallimard, 1993 
宮原信・荒木亨 訳『都市の日本―所作から共同体へ』筑摩書房，1996年 ISBN 978-4480857286
- (direction) Cinq propositions pour une théorie du paysage, Seyssel, Champ Vallon, 1994
- (direction) La Maîtrise de la ville : urbanité française, urbanité nippone, II, Paris, Éditions de l'EHESS, 1994
- (direction) Dictionnaire de la civilisation japonaise, Paris, Hazan, 1994
- Les Raisons du paysage, de la Chine antique aux environnements de synthèse, Paris, Hazan, 1995
- 『日本の風土性』NHK人間大学、1995年
- Être humains sur la terre. Principes d’éthique de l’écoumène, Paris, Gallimard, 1996
- Les Déserts de Jean Verame, Milan/Paris, Skira/Seuil, 2000
- Écoumène. Introduction à l’étude des milieux humains, Paris, Belin, 2001
中山元 訳『風土学序説―文化をふたたび自然に、自然をふたたび文化に』筑摩書房，2002年 ISBN 978-4480847096

- La Pensée paysagère, Paris, Archibooks, 2008
木岡伸夫 訳『風景という知―近代のパラダイムを超えて―』世界思想社，2011年 ISBN 978-4790715146
- Histoire de l'habitat idéal - De l'Orient vers l'Occident, Paris, Félin, 2010
鳥海基樹 訳『理想の住まい―隠遁から殺風景へ』京都大学学術出版会，2017年 ISBN 978-4814000517
- Milieu et identité humaine. Notes pour un dépassement de la modernité, Paris, Donner lieu, 2010
- Poétique de la Terre. Histoire naturelle et histoire humaine, essai de mésologie, Paris, Belin, 2014
- La mésologie, pourquoi et pour quoi faire ?, Nanterre La Défense, Presses universitaires de Paris Ouest, 2014
木岡伸夫 訳『風土学はなぜ 何のために』関西大学出版部，2019年 ISBN 978-4873546971
- (et al.) Le Lien au lieu, Bastia, Éditions Éoliennes, 2014
- Formes empreintes, formes matrices, Asie orientale, Franciscopolis éditions, Les presses du réel, 2015
- Là, sur les bords de l'Yvette – Dialogues mésologiques, Bastia, Éditions Éoliennes, 2017
- La Pensée paysagère (nouvelle édition), Bastia, Éditions Éoliennes, 2016
- Glossaire de mésologie, Bastia, Éditions Éoliennes, 2018
- Descendre des étoiles, monter de la Terre – La Trajection de l’architecture, Bastia, Éditions Éoliennes, 2019
- Dryades & ptérodactyles de la Haute Lande – dessins & légendes –, Paris, Éditions du non-agir, 2021
- Entendre la Terre. À l'écoute des milieux humains. Entretiens avec Damien Deville, postface de Vinciane Despret, Paris, Éditions Le Pommier, 2022
- Recouvrance – Retour à la terre et cosmicité en Asie orientale, Bastia, Éditions Éoliennes, 2022

## 翻訳
- 和辻哲郎著、『風土―人間学的考察』（Fûdo. Le milieu humain）、Éditions du CNRS、2011年[4]。
- 今西錦司著、『主体性の進化論』（La Liberté dans l’évolution. Le vivant comme sujet）、Wildproject、2015年[5]。
- 畠山重篤著、『森は海の恋人』（La Forêt amante de la mer）、Wildproject、2019年[6]。
- 山内得立著、『ロゴスとレンマ』（Logos et Lemme. Pensée occidentale, pensée orientale）、ロマリク・ジャネル（Romaric Jannel）共訳、Éditions du CNRS、2020年[7]。

## 受賞
- 1991年、フランス地理学学会賞。
- 1991年、フランス共和国より国家功労勲章シュヴァリエ。
- 1991年、欧州学士院会員に選出。
- 1997年、山片蟠桃賞[8]。
- 1995年、日本文化デザイン賞[1]。
- 1996年、関西学院大学名誉博士。
- 2006年、日本建築学会文化賞[9]。
- 2009年、福岡アジア文化賞大賞[10]。
- 2011年、国際交流基金賞[11]。
- 2013年、ラヴァル大学名誉博士。
- 2013年、日本研究功労賞[12]。
- 2015年、旭日中綬章[13]。
- 2017年、ローザンヌ大学名誉博士。
- 2017年、KYOTO地球環境の殿堂入り[14]。
- 2018年、コスモス国際賞 - 第26回受賞[1]。